# Agricoltura urbana

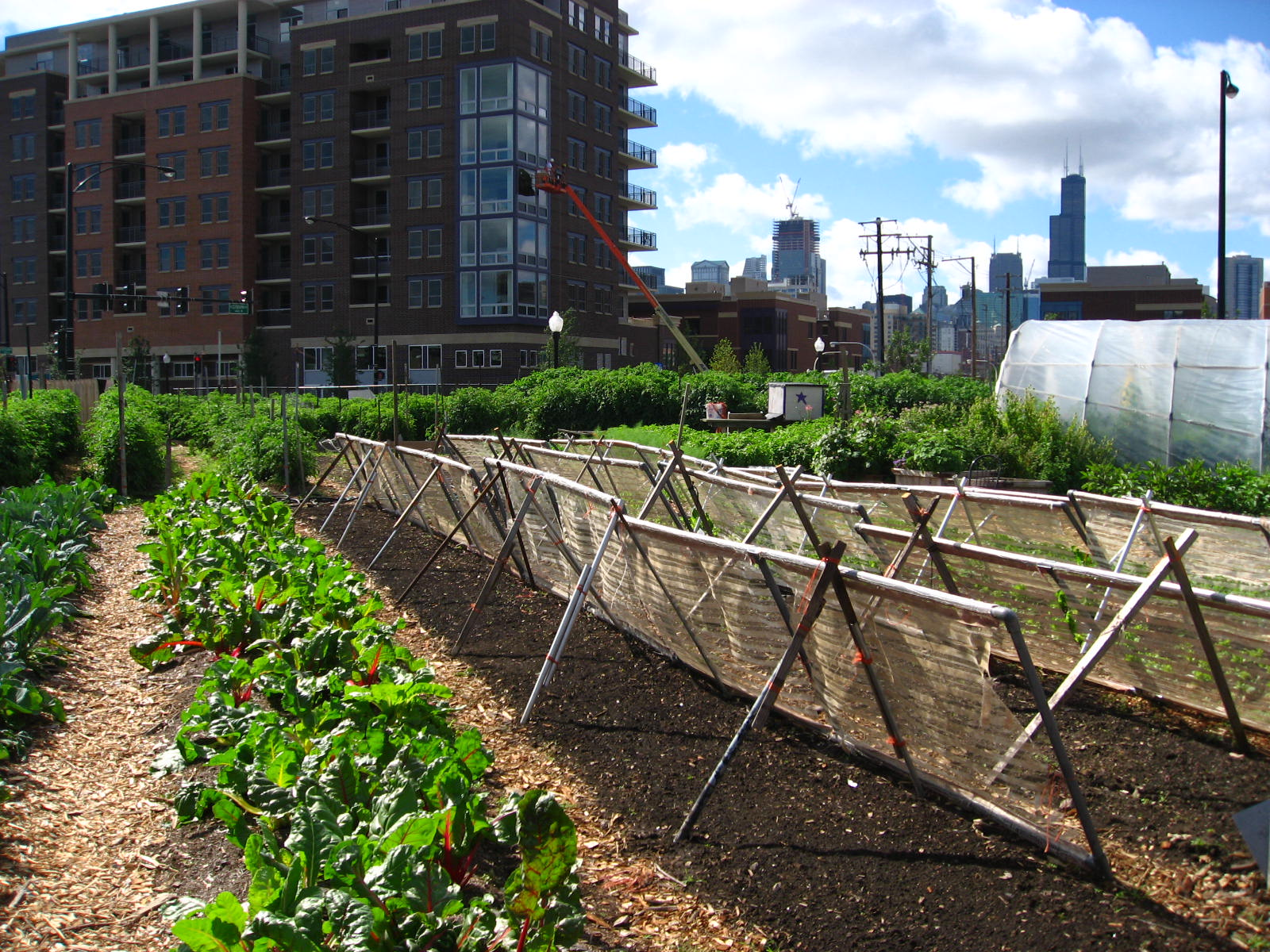
Esempio di fattoria urbana a Chicago

L'agricoltura urbana consiste nel coltivare, trasformare e distribuire il cibo all'interno di contesti urbanizzati o peri-urbani, come città, villaggi, ecc. L'agricoltura urbana può anche prevedere l'allevamento di animali, l'acquacoltura, le pratiche agro-forestali e l'orticoltura, sia in contesti propriamente urbani sia in aree peri-urbane.
L'agricoltura urbana può riguardare diversi livelli di sviluppo economico e sociale. Avere a disposizione cibi salutari per una corretta nutrizione e avviare un’attività di coltivazione che può produrre reddito, sono tra le motivazioni chiave che spingono a svolgere questa pratica.

## Storia
Già nelle città semi-desertiche della civiltà persiana si utilizzavano i qanat, infrastrutture sotterranee in grado di raccogliere e incanalare l'acqua piovana dalle falde acquifere e trasportarla alle città per irrigare i campi. Adattamenti delle infrastrutture per le coltivazioni urbane sono stati osservati anche a Machu Picchu, dove l’acqua veniva conservata come parte dell’architettura a gradini della città e gli spazi per gli orti erano progettati per ricevere più sole possibile in modo da prolungare la stagione fertile.
L’utilizzo di tecniche per una produzione alimentare supplementare, in aggiunta alle attività agricole tradizionali e alle importazioni è da tempo utilizzato. Tentativi di aumentare la produzione sono stati operati in periodi caratterizzati da scarsità di cibo come guerre, crisi e depressioni, ma anche in periodi di relativa abbondanza. I primi orti domestici sono nati in Germania all’inizio del XIX secolo come risposta alla povertà e all’insicurezza alimentare. Nel 1893, ai cittadini di una Detroit colpita dalla depressione, fu chiesto di utilizzare lotti di terra liberi per coltivare ortaggi. Vennero soprannominati Pingree's Potato Patches, dal nome del sindaco Hazen S. Pingree, che ebbe l’idea. La sua intenzione era che questi giardini producessero reddito, approvvigionamento alimentare e aumentassero l’indipendenza durante i periodi di difficoltà. Durante la prima e la seconda guerra mondiale, i governi di Stati Uniti, Canada, Regno Unito, Australia e Germania incoraggiarono la popolazione a coltivare gli orti della vittoria: orti domestici o in parchi pubblici in cui coltivare verdura, frutta e piante aromatiche per ridurre la pressione sull’approvvigionamento alimentare pubblico e accrescere il morale della popolazione. Durante la prima guerra mondiale, il presidente Woodrow Wilson invitò tutti i cittadini americani a utilizzare qualsiasi coltivazione di cibo disponibile, vedendo ciò come un riparo per far fronte a una situazione potenzialmente dannosa. L'Europa consumata dalla guerra, infatti, non riuscì più ad esportare generi alimentari negli Stati Uniti che dovettero far fronte alle mancate importazioni con un piano di produzione alimentare interna con l’obbiettivo di nutrire la nazione e persino di fornire un surplus ad altri paesi bisognosi. Dal 1919, furono oltre 5 milioni gli appezzamenti di terreno che coltivavano cibo e furono raccolte oltre 500 milioni di libbre di prodotti.
Una pratica molto simile entrò in uso durante la Grande Depressione che fornendo un obbiettivo, un lavoro e cibo a coloro che altrimenti sarebbero rimasti senza nulla in tempi così duri. Questi sforzi contribuirono a risollevare il morale e stimolare la crescita economica. Oltre 2,8 milioni di dollari di cibo furono prodotti durante la Depressione dagli orti di sussistenza. Dalla seconda guerra mondiale, la War/Food Administration istituì un Piano Nazionale per i Victory Garden che si proponeva di stabilire sistematicamente un'agricoltura funzionante all'interno delle città. Con questo nuovo piano in azione, ben 5,5 milioni di americani presero parte al movimento degli orti della vittoria e furono coltivate oltre 9 milioni di libbre di frutta e verdura all'anno, rappresentando il 44% dei prodotti coltivati negli Stati Uniti durante quel periodo.

## Funzione economica ed ecologica

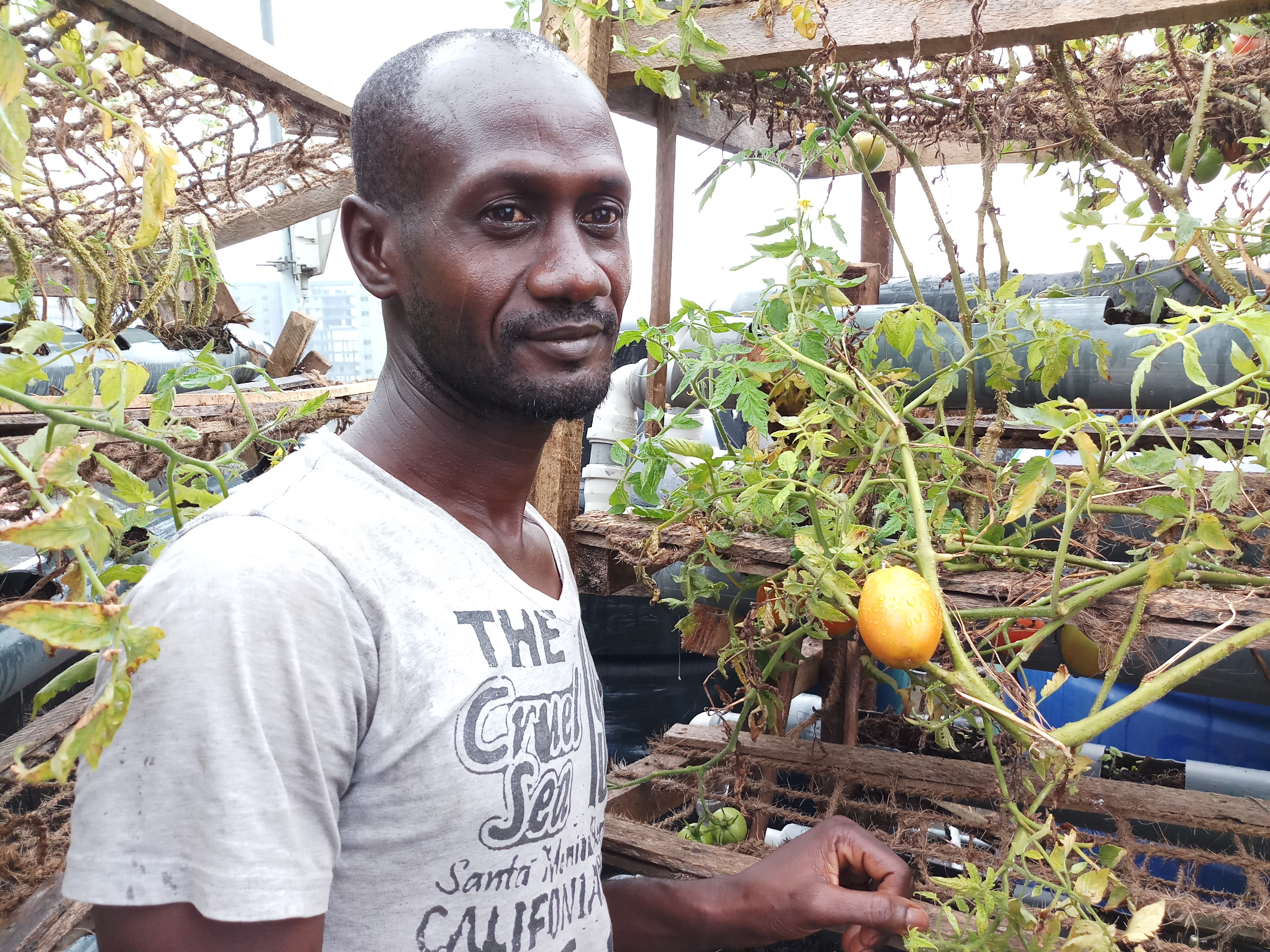
Agricoltura urbana a Lagos

La coltivazione urbana è normalmente praticata per produrre reddito o approvvigionamento di cibo, anche se in alcune comunità la motivazione principale è la ricreazione o l'uso intelligente del tempo libero. Questo tipo di attività agricola contribuisce alla sicurezza alimentare e all'igiene in due modi: innanzitutto, incrementando la disponibilità di cibo per gli abitanti della città; inoltre, mettendo ortaggi, frutta, e carne, a disposizione dei consumatori urbani. Una forma comune ed efficiente di agricoltura urbana è la pratica con metodi biointensivi. Dal momento che l'agricoltura biointensiva promuove la produzione di cibo con risparmio energetico, l'agricoltura urbana e peri-urbana sono considerate, in genere, pratiche sostenibili.

## Impatti

### Impatti sociali
L'agricoltura urbana può avere un grande impatto sul benessere sociale ed emotivo degli individui. Gli orti urbani sono spesso luoghi che facilitano l'interazione sociale positiva, che contribuisce anche al benessere sociale ed emotivo generale. Molti giardini facilitano il miglioramento delle reti sociali all'interno delle comunità in cui si trovano.
Inoltre, favoriscono il riciclo dei rifiuti organici, utilizzati come concimi, e come tutte le aree verdi migliorano il microclima locale e combattono fenomeni come l’effetto isole di calore. Molto spesso, questi orti sono gestiti da associazioni impegnate in progetti sociali per la comunità locale.
L'agricoltura urbana è stata una risposta positiva per affrontare i problemi alimentari. A causa della sicurezza alimentare che viene fornita con l'agricoltura urbana, spesso sorgono sentimenti di indipendenza e responsabilizzazione. È stato anche riportato che la capacità di produrre e coltivare cibo per se stessi migliora i livelli di autostima o di autoefficacia.
Le famiglie e le piccole comunità traggono vantaggio dai terreni liberi e contribuiscono non solo al fabbisogno alimentare delle loro famiglie, ma anche ai bisogni della città di residenza.

### Impatti economici
Oltre a generare benefici a livello sociale, può avere un ruolo economico positivo sia in termini privati che pubblici. Per quanto riguarda il settore pubblico è possibile ridurre la spesa, ad esempio riducendo l’esborso per la manutenzione del verde pubblico. D’altro canto per i privati riesce ad essere una fonte di reddito, anche se minima, accorciando così le disuguaglianze sociali e generando occupazione con la possibilità di creare turismo rurale, un settore che negli ultimi anni risulta essere in enorme crescita.
Ma non va tralasciato il punto di vista produttivo; da un lato la produzione derivante da queste aree può essere messa a disposizione della comunità locale, ma dall’altra può alimentare un mercato commerciale di zona che, al giorno d’oggi, fa sempre più fatica a trovare prodotti freschi in un raggio di pochi chilometri, con conseguente importazione di prodotti per far fronte alle richieste. Così facendo è possibile ridurre la distanza tra produttore e consumatore aiutando lo sviluppo economico locale.

### Efficienza energetica
In quest’ultimo decennio il rapido incremento della popolazione mondiale e la crescente urbanizzazione hanno accresciuto la richiesta di approvvigionamenti alimentari, intensificando la pressione sulle risorse naturali con conseguente deforestazione, degrado dei suoli ed emissioni di gas serra. Entro il 2050 questa situazione sarà ulteriormente esasperata poiché si stima il raggiungimento dei 10 miliardi di individui sul pianeta, di cui oltre il 70% concentrato nelle città (World Population Prospects: The 2019 Revision). Tutto ciò comporterà un aumento del 50% della domanda mondiale di prodotti agricoli che renderà indispensabile il rafforzamento del sistema di distribuzione alimentare con conseguenti effetti sull’inquinamento ambientale.
Lo sviluppo di un’agricoltura urbana, con minore consumo di energia legata ai trasporti, si inserisce perfettamente nell’ottica di un’economia circolare, che mira appunto a rendere più sostenibili i processi produttivi, adottando un approccio integrato di tecnologie innovative e buone pratiche agronomiche, per migliorare qualità alimentare e rese produttive, limitando scarti e perdite. La chiave del successo dell’agricoltura urbana è la coltivazione fuori suolo, basata su soluzioni tecnologiche di avanguardia che consentono di accrescere la produzione, di abbattere l’uso di fertilizzanti e pesticidi e produrre alimenti privi di contaminanti grazie soprattutto alla filtrazione spinta dell’aria all’interno di questi impianti e a buone pratiche agronomiche e di processo.

### Impronta ecologica
La natura efficiente dal punto di vista energetico dell'agricoltura urbana può ridurre l'impronta carbonica di ciascuna città riducendo la quantità di trasporto necessaria per fornire beni al consumatore. Tali aree possono agire come pozzi di assorbimento del carbonio compensando parte dell'accumulo di carbonio che è insito nelle aree urbane, dove la pavimentazione e gli edifici sono più numerosi degli impianti. Le piante assorbono l'anidride carbonica atmosferica (CO₂) e rilascia ossigeno respirabile (O₂) attraverso la fotosintesi. Il processo di sequestro del carbonio può essere ulteriormente migliorato combinando altre tecniche agricole per aumentare la rimozione dall'atmosfera e prevenire il rilascio di CO₂ durante il periodo del raccolto. Tuttavia, questo processo si basa molto sui tipi di piante selezionate e sulla metodologia di coltivazione. In particolare, la scelta di piante che non perdono le foglie e rimangono verdi tutto l'anno può aumentare la capacità di sequestrare il carbonio.

### Riduzione dell'ozono
Il fenomeno dell’urbanizzazione nelle città industriali del Settecento e nei secoli successivi ha creato una frattura nel rapporto città-campagna che aveva preso il sopravvento fino ad allora. Il nuovo assetto urbanistico, dovuto alle sopravvenute esigenze industriali, ha innescato l’inizio dei primi conflitti tra città e campagna.
All’interno di un progressivo processo di espansione urbana, il verde ha iniziato ad assumere nuovi ruoli, non più soltanto simbolici, decorativi o economici. Nel Settecento, in Francia, nasce così il concetto di "giardino pubblico", al quale, oltre alla funzione propriamente ornamentale della vegetazione, viene riconosciuta anche quella igienica, legata soprattutto alla salubrità dell’aria. Il fenomeno dei grandi inurbamenti delle città ottocentesche contribuisce ulteriormente a porre il problema del verde urbano, in termini di soluzione al degrado ambientale, nonché di vivibilità. I piani regolatori tra la fine dell’800 e l’inizio del 900, prevedono, infatti, ampi spazi da destinare a verde pubblico.
A seguito della spinta del modello economico industriale che ha avuto una accelerazione nel corso di tutto il Novecento, occorre rilevare che le sostanze inquinanti, emesse nell’atmosfera in luoghi e tempi anche lontani, partecipano anche ai nostri giorni alla formazione dell’ozono.
Attraverso la luce solare che funziona da catalizzatore, si verifica una reazione tra gli ossidi di azoto, “precursori” emessi principalmente dal traffico veicolare e dagli impianti termoelettrici per la produzione di energia, e i composti organici volatili (COV) di varia provenienza, sia naturale che antropica. L’ozono così formato nella troposfera rappresenta oggi una seria minaccia, oltre che per gli ecosistemi forestali, anche per le coltivazioni, con effetti negativi in ambiti economici e sociali, risultando un potente agente inquinante che induce sensibili reazioni negli organismi vegetali.
L’ozono troposferico viene quindi prevalentemente formato in condizioni meteorologiche e climatiche con alta radiazione solare, elevata temperatura e presenza in abbondanza di specifici inquinanti atmosferici. Infatti, il caldo, o ancor più, il caldo torrido, assieme a una scarsa se non addirittura assenza di precipitazioni, sono i fattori che permettono le condizioni favorevoli alla formazione dello smog fotochimico e in particolare alla formazione di ozono troposferico, causando inevitabili conseguenze negative per gli esseri viventi, a cominciare dalle piante coltivate e spontanee, obbligate anche ad affrontare situazioni di stress idrico.
L’effetto della forte presenza di ozono nei mesi primaverili-estivi rappresenta un problema non solo per l’uomo ma anche per le piante, le quali non hanno modo di sottrarsi al fattore di stress e non dotate di scarsi meccanismi di filtro e di detossificazione. Il problema maggiore sono i boschi e i parchi, le aree verdi nelle città con piante con un’età che può andare oltre i 100 anni e che, contaminate dall’ozono, vedono ridotta la loro aspettativa di vita.
Una conseguenza dovuta all’esposizione all’ozono è la riduzione dell’attività di fotosintesi clorofilliana. Questo può anche comportare la comparsa di sintomi fogliari, che fanno venire meno la capacità depurativa dell’aria.
Considerato il prezioso lavoro di filtraggio eseguito dalle piante, sarebbe auspicabile la realizzazione di organici “piani del verde” da parte delle amministrazioni locali, per prevedere adeguate aree verdi nelle zone urbane e di cintura; così facendo si assicurerebbe la presenza di zone di “filtro naturale”, capaci di assorbire e neutralizzare ozono, allo scopo di ridurre i rischi per la salute umana. La programmazione e l’allestimento di apposite aree verdi atte a detossificare permetterebbe, specialmente nei centri di forte urbanizzazione, un notevole miglioramento della qualità dell’aria e dunque della vita e, in ultima analisi, l’aumento dell’aspettativa di vita. Le prime iniziative legislative tendenti a ridurre il carico degli inquinanti risultano connesse alla dimostrazione dei loro effetti fitotossici: il fallimento di una coltura agraria e la sofferenza palese delle piante costituiscono un importante fattore di allerta.
Gli scenari previsti per i cambiamenti climatici indicano, in prospettiva, un aggravamento delle condizioni di stress per la vegetazione. Diventa, quindi, indispensabile studiare la risposta all’ozono delle colture agrarie più diffuse in condizioni ambientali che siano realisticamente predittive non solo in termini di disponibilità idriche e qualità dell’acqua, ma anche per quanto riguarda le interazioni con altri inquinanti. Il 95% della popolazione urbana europea è esposta a livelli di ozono superiori alle linee guida della World Health Organization e il 69% delle superfici agricole del nostro continente è interessato da concentrazioni più elevate rispetto ai valori-obiettivo fissati dall’Unione Europea per la protezione della vegetazione.

### Decontaminazione del suolo
L’urbanizzazione, cioè lo sviluppo di città già esistenti e la nascita di nuovi centri urbani, caratterizzata dall’assenza di regole e dalla cementificazione selvaggia hanno portato ingenti danni al nostro pianeta e alla biodiversità. Oggi l’urbanizzazione è un fenomeno che si verifica in tutti i paesi del mondo, ricchi e in via di sviluppo.
L’urbanizzazione è un processo che negli ultimi secoli è andato sempre avanzando. La tappa più significativa è stata soprattutto la Rivoluzione industriale, quando l’evoluzione dei processi produttivi e la nascita di nuove imprese hanno favorito l’abbandono della campagna per la città. Questa tendenza si è confermata anche negli anni successivi, con un forte aumento demografico. Infatti, dopo il 1900 la popolazione urbana è aumentata fino al 7% e nel 1990 il 30% della popolazione (un cittadino su nove) abitava in aree urbane. Le città sono diventate il centro delle attività economiche grazie anche alle nuove infrastrutture e alla crescita dei trasporti.
Le innovazioni tecnologiche e il progresso non sempre vanno di pari passo con il miglioramento dell’ambiente. La crescente urbanizzazione ha portato ad un progressivo consumo del suolo agricolo per far posto a fabbriche o palazzoni. Ciò ha messo in pericolo la biodiversità. Secondo uno studio di ISPRA, il suolo consumato dagli anni ’50 fino ai giorni nostri ammonta al 7% della superficie italiana. Nonostante si sia registrato un rallentamento del suolo consumato fra il 2008 e il 2013, nel 2017 in Italia sono stati impermeabilizzati altri 52 km², pari a 15 ettari al giorno, ovvero 2,2 m² al secondo. Ma le conseguenze non si fermano al suolo, tanto che negli ultimi anni si stanno verificando sempre più fenomeni di dissesto idrogeologico come frane o straripamenti di fiumi. Da noi succede spesso in regioni come la Calabria dove l’ultima frana dello scorso giugno ha paralizzato la SS18 “Tirrena Inferiore” tra Scilla e Favazzina o la Sicilia, dove lo scorso febbraio è esondato il fiume Verdura.
Le abitudini della civiltà odierna hanno contribuito al surriscaldamento climatico e al conseguente inquinamento dell’aria. Sia nei paesi poveri che in quelli ricchi, l’aria delle città sta diventando sempre più irrespirabile. La prima causa di inquinamento atmosferico riguarda i gas di scarico delle automobili, tipico delle grandi vie di comunicazione come strade e autostrade. Così come gli scarichi industriali delle vecchie fabbriche e dei vecchi impianti di riscaldamento che contribuiscono all'emissione di anidride carbonica. I due paesi più ricchi del mondo, Stati Uniti e Cina, sono quelli che inquinano di più. La Cina però dal 2010 ha aumentato gli investimenti pubblici in energia pulita. Il lato oscuro dello sviluppo e della ricchezza che colpisce anche i paesi del nostro continente. Infatti, in Europa la città più inquinata è Timisoara, sede di diversi gruppi industriali e stabilimenti.  Nel mondo El Cairo, capitale dell’Egitto, è la città con l'aria più inquinata.
Al contrario di ciò che si potrebbe pensare, anche in Africa l’inquinamento è alto e causa morti in tutto il continente. Il Ghana è fra i paesi dove si riscontrano più casi di malattia dovuta all’inquinamento.  Ad Agbogbloshie, sobborgo della capitale Accra, c'è la discarica a cielo aperto più grande del mondo, dove vengono bruciati rifiuti di grandi dimensioni (come quelli elettronici), con danni all’atmosfera e ai corsi d’acqua. Un rapporto di Banca mondiale e Institute for health metrics and evaluation (Ihme) dichiara che le malattie da inquinamento hanno provocato la morte di 5,5 milioni di persone. Le perdite sono state riscontrate anche in paesi del sud-est asiatico come il Vietnam (malformazioni e malattie della pelle) e Laos (tanti avvelenamenti da pesticidi).
Nonostante i danni prodotti dall’inquinamento urbani siano forti, si possono adottare soluzioni che colleghino modernità e sostenibilità. Secondo l’ONU potremmo risparmiare fino alla metà delle risorse del nostro pianeta se i settori dei trasporti e delle infrastrutture venissero gestiti in maniera efficiente. Puntando sulla diffusione di veicoli a propulsione elettrica anche per brevi spostamenti è possibile ridurre la quantità di CO₂. Così come favorendo il car-sharing e costruendo mezzi pubblici a trazione come filobus e tram. Intanto molti Stati si stanno impegnando per avere un mondo più pulito: entro il 2045 la California utilizzerà solo energie rinnovabili e la Svezia sta aumentando la costruzione di turbine eoliche. L’Italia, che è terza in Europa per l’uso delle energie rinnovabili, secondo la previsione del rapporto New Energy Outlook 2018 realizzato da Bloomberg, nel 2050 garantirà il fabbisogno energetico al 100% da fonti pulite.

### Inquinamento acustico
L’inquinamento acustico rimane un grave problema per la salute e il benessere di milioni di persone. Guardando solo all’Europa, il 20% della popolazione europea è esposto a lungo termine a livelli di rumore nocivi per la salute. Vale a dire più di 100 milioni di persone in Europa. I dati presi da AEA (Agenzia europea dell’ambiente) suggeriscono inoltre che gli obiettivi politici in materia di inquinamento acustico non sono stati raggiunti. In effetti, sulla base dei loro studi, è improbabile che in futuro il numero di persone esposte a rumore diminuisca in misura consistente, a causa dell'aumento dell’urbanizzazione a e della domanda di mobilità. L’esposizione a lungo termine al rumore può provocare una serie di effetti nocivi per la salute, tra cui irritabilità, disturbi del sonno, effetti deleteri a carico del sistema cardiovascolare e compromissione delle facoltà cognitive nei bambini.
Guardando ai dati attuali, l’AEA stima che il rumore ambientale contribuisca a causare circa 48 000 nuovi casi di cardiopatie ischemiche l’anno, oltre a 12 000 decessi prematuri. Sempre secondo le stime, 22 milioni di persone soffrirebbero di elevata irritabilità cronica e 6,5 milioni di gravi disturbi cronici del sonno; inoltre, il rumore degli aerei causerebbe una compromissione della capacità di lettura in 12 500 bambini in età scolare.
Naturalmente, sono molto più numerosi i decessi prematuri dovuti all’inquinamento atmosferico che al rumore. Tuttavia, l’inquinamento acustico sembra avere un impatto maggiore sugli indicatori relativi alla qualità della vita e al benessere psichico. In effetti, secondo determinate conclusioni dell’Organizzazione mondiale della sanità (OMS), il rumore è la seconda causa ambientale di problemi di salute, subito dopo l’inquinamento atmosferico da particolato.
Un ulteriore problema è che in alcuni paesi vi è ancora un’elevata percentuale di dati mancanti in termini di mappe acustiche e piani d’azione, quindi non è possibile valutare e affrontare adeguatamente i problemi causati dal rumore se paesi, regioni e città non predispongono le mappe acustiche o i piani d’azione richiesti dalla direttiva.
A seguito di questi problemi gran parte dei paesi, regioni e città stanno adottando una serie di misure per affrontare le problematiche legate al rumore, per esempio prediligendo asfalto a bassa rumorosità per le strade, montando pneumatici silenziosi sui mezzi pubblici, creando più infrastrutture per le auto elettriche nelle città e promuovendo una mobilità attiva come gli spostamenti a piedi o in bicicletta, la pedonalizzazione delle strade ecc. Un numero notevole di città e regioni ha creato anche le cosiddette zone silenziose, dove le persone possono rifugiarsi dal rumore cittadino. Si tratta per lo più di spazi verdi, come parchi o riserve naturali, dimostratesi utili anche per ridurre l’inquinamento atmosferico.

### Nutrizione e qualità del cibo
Nel 2025 più di metà della popolazione dei paesi in via di sviluppo – circa 3,5 miliardi di persone – vivrà in agglomerati urbani. Città più “verdi” potrebbero assicurare alimenti sani e nutrienti, mezzi di sussistenza sostenibili e migliori condizioni di salute.
Il concetto di “città verdi” in genere si associa alla pianificazione urbana dei paesi più sviluppati. Ma ha una valenza speciale nei paesi in via di sviluppo a basso reddito. La crescita continua delle aree urbane per far posto a nuovi edifici e infrastrutture ogni anno erode la terra agricola, mentre la produzione di cibo fresco viene sempre più spinta verso le aree rurali. I costi del trasporto, dell’imballaggio e della refrigerazione, il cattivo stato delle strade rurali e le perdite durante gli spostamenti incidono sui prezzi e sono responsabili della minore disponibilità di frutta e verdura sui mercati urbani.
La sfida è quella di promuovere città più verdi che offrano agli abitanti opportunità, possibilità di scelta e speranza. Vanno in questa direzione, secondo la FAO, le esperienze di orticultura urbana e periurbana. Coltivare la terra nelle città o nelle periferie non è un’idea nuova.
La FAO stima che le persone coinvolte nell’agricoltura urbana siano oltre i 130 milioni in Africa e circa 230 milioni in America Latina, attraverso la coltivazione di orti da parte delle famiglie che forniscono cibo e reddito dalla vendita dei prodotti stessi.
Il cibo urbano a buon mercato, quello dei fast food, è spesso di cattiva qualità, con un alto contenuto di grassi e zuccheri. E perciò corresponsabile dell’obesità, e di malattie croniche legate alla dieta e al soprappeso, come il diabete. Coltivare nelle aree urbane frutta e verdura, invece, incrementa la disponibilità di prodotti freschi e nutrienti e migliora l’accesso al cibo degli strati più poveri della popolazione.
Nell’ultimo decennio, i governi di 20 paesi hanno chiesto l’assistenza della FAO per fornire incentivi e formazione agli orticultori urbani a basso reddito. La FAO, di conseguenza, ha anche fornito attrezzi per avviare in più di 30 paesi migliaia di orti scolastici, un mezzo collaudato per promuovere la nutrizione infantile. Inoltre, nelle città dell’Africa occidentale e centrale, ai barrios a basso reddito di Managua, Caracas e Bogotà, la FAO ha aiutato i governi a promuovere orti irrigati nelle periferie urbane, semplici mini-colture idroponiche in slum di grandi città, e tetti verdi nei centri di città densamente popolate.
Nella Repubblica Popolare del Congo, la FAO ha suggerito a cinque città misure per regolarizzare la proprietà di 1.600 ettari di orti, gestiti da circa 20.000 coltivatori a tempo pieno. Inoltre, hanno migliorato la varietà di frutta e verdura e installate 40 strutture di irrigazione che consentono di disporre di acqua per l’intero anno. Per assicurare la qualità e la sicurezza dei prodotti, per 450 associazioni di coltivatori sono stati organizzati dei corsi di formazione riguardo alle migliori pratiche agricole, per esempio sull’impiego di fertilizzanti e biopesticidi. Gli orti della capitale Kinshasa adesso producono tra le 75 000 e le 85 000 tonnellate di ortaggi l'anno, ammontare che rappresenta il 65% dell'approvvigionamento della città.

### Economie di scala
L’utilizzo sperimentale di giardini e fattorie verticali (skyfarming) sembra portare benefici promettenti anche in ottica di scalabilità commerciale. Questi sistemi possono purificare acqua e riciclare rifiuti organici, utilizzandoli come nutrienti.
Dal punto di vista economico, l’agricoltura urbana può potenzialmente ridurre le diseguaglianze socioeconomiche attraverso una redistribuzione del reddito, maggiori opportunità di apprendimento e comportamenti che promuovono la salute personale.

### Diseguaglianze socio-alimentari
L’agricoltura urbana offre un possibile risvolto emancipatorio per i deserti alimentari, luoghi dove è difficoltoso l’approvvigionamento alimentare con un buon rapporto tra qualità e prezzo. Inoltre l’impatto psicologico derivante dal contatto con la natura e il rafforzamento della prospettiva comunitaria porterebbero ulteriori miglioramenti alla qualità della vita urbana.
La sostenibilità costa: lo dimostra la correlazione tra un basso stato socioeconomico e malattie come l’obesità e il diabete di tipo 2: i tassi maggiori sono riscontrati nelle fasce di popolazione con un basso reddito e un minor livello di scolarizzazione.
Il Thryfty Food Plan (Piano alimentare economico) è una dieta ottimizzata dal punto economico, vòlta a dimostrare che è possibile perseguire uno stile alimentare sano anche in condizioni economiche sfavorevoli. È importante considerare però che questi piani alimentari non tengono in considerazione le reali abitudini alimentari e raggiungono obiettivi di costo allentando alcuni vincoli nutrizionali.
La qualità della dieta e le disuguaglianze alimentari nei substrati sociali hanno giocato un ruolo primario nell’impatto della pandemia Covid-19: chi si trova in condizione di insicurezza alimentare ha accesso a nutrimenti iper-calorici, che insieme ad altri determinanti sociali dello stato di salute porta ad un aumento dei fattori di rischio del Covid-19.
Per l’abbattimento delle barriere alimentari tra le fasce di reddito della popolazione sono necessarie diverse condizioni: la disponibilità di alimenti sani e freschi, politiche economiche vòlte a ridurre la spesa settimanale per il cibo, e la promozione di interventi educativi impattanti sulle abitudini alimentari. L’agricoltura urbana ha il potenziale per soddisfare questi criteri, rendendo le città più resilienti, a patto che sia ben strutturata e affiancata da politiche coerenti.

## Fatti
- 50% della popolazione mondiale vive in aree urbane.[30]
- 800 milioni di persone sono coinvolte nell'agricoltura urbana in tutto il mondo e contribuiscono al sostentamento della popolazione urbana.[31]
- I cittadini a basso reddito spendono tra il 40% e il 60% del loro reddito annuale in cibo.[32]
- Entro il 2015 circa 26 città nel mondo avranno una popolazione pari a o maggiore di 10 milioni di abitanti. Per alimentare una città di questa grandezza devono essere importate ogni giorno almeno 6 000 tonnellate di cibo.[33]
- 250 milioni di persone affamate nel mondo vivono in città.[34]

## Prospettive
Negli ultimi dieci anni l’agricoltura urbana ha ottenuto visibilità mediatica e consensi istituzionali. Essa è diventato uno strumento efficace in grado di sensibilizzare i cittadini su questioni globali urgenti come l’ambiente, l’alimentazione e la salute. Sono state adottate nuove modalità e nuove espressioni riguardo a questa “pratica”: sono fiorite in molte parti del mondo iniziative legate alla cura del verde e alla trasformazione del cibo per contrastare nuove forme di povertà, disgregazione sociale, scarsità di cibo o mancanza di infrastrutture e spazi pubblici di aggregazione adeguati.

### Risorse economiche
L’agricoltura urbana applica metodi di produzione intensivi, spesso utilizzando e riutilizzando risorse naturali e rifiuti urbani. Al giorno d’oggi alcune città hanno molti terreni liberi a causa dell’espansione urbana e dei pignoramenti delle case; questo terreno potrebbe essere così utilizzato per affrontare l’insicurezza ambientale. Un tema rilevante è il continuo utilizzo di prodotti OGM che vanno a sostituire il consumo di quelli freschi: uno studio sulla città di Cleveland ha mostrato che essa potrebbe tranquillamente utilizzare il 100% del suo bisogno di prodotti freschi, naturali.
Cosa succederebbe se venisse utilizzato lo spazio dei tetti delle varie metropoli o città?
Se venissero utilizzati tutti gli spazi dei tetti di New York, essa sarebbe in grado di fornire circa il doppio dello spazio necessario per rifornire tutta la metropoli di raccolti di verdura fresca. Questo sottolinea l’importanza della gestione dello spazio, la grande coltivazione di orti all’interno delle città ridurrebbe così anche la quantità di rifiuti alimentari.
Ci si dovrebbe però interrogare su come l’agricoltura urbana in tutte le sue forme possa contribuire a garantire l’autosufficienza alimentare, dinnanzi ad uno scenario futuro che prevede cambiamenti climatici, costi energetici sempre più elevati, pressione demografica.
Per l’agricoltura urbana, produrre in modo autosufficiente, implicherebbe la capacità di riuscire a fornire una quantità di alimenti base per soddisfare il fabbisogno di quartieri, città e regioni senza fare affidamento su risorse esterne. Questo processo comporterebbe quindi alla creazione di nuove occupazioni nel settore alimentare, all’incremento di valore delle proprietà e ad una ridotta dispersione economica.

### Ambiente
Una delle proposte dell'agricoltura urbana è la riqualificazione delle periferie, il miglioramento della qualità paesaggistica dei luoghi urbani e della vita sociale nella città. Per poter migliorare le relazioni tra paesaggio urbano e rurale è necessario prima definire i fattori di conflitto territoriali così da porre le basi per la loro soluzione attraverso gli strumenti normativi.
Il disagio e le conflittualità sociali presenti nelle nostre città hanno in molteplici casi come teatro le aree verdi e gli altri spazi non costruiti presenti sul territorio urbano, percepiti spesso da un lato come luoghi non controllati e quindi conquistabili, dall’altro lato, di conseguenza, come luoghi trascurati e quindi non sicuri, infrequentabili. Vi è la necessità di ricercare le potenzialità di queste aree, ideare un progetto in grado di valorizzarle.
Però vi è il rischio di possibili effetti ambientali per l’ecosistema urbano: si parla di agenti inquinanti causati dal traffico e da impianti industriali in grado di sprigionare sostanze chimiche (tra cui metalli presenti nell’aria, nell’acqua e nel suolo). Immaginiamo quali impatti sulla salute potrebbero derivare dal coltivare su aree industriali dismesse e riconvertite. Questi effetti dovranno essere presi in considerazione in studi futuri.

### Food Security
Il termine "food security" ha iniziato a diffondersi negli anni '60 e '70 nel '900, inteso come approvvigionamento, capacità di offerta e continuità di accesso alle fonti alimentari.
La creazione di fattorie urbane darebbe l’opportunità ad alcuni individui, specialmente a quelli che vivono in città, di essere attivamente coinvolti nella cittadinanza ecologica. Per gestire una futura fattoria le decisioni dovranno essere prese a livello di gruppo: la comunità urbana insegnerà quindi agli individui, le competenze necessarie per partecipare ad una vita democratica.
Un problema ricorrente che riscontreremo in futuro sarà il sovraffollamento nel nostro pianeta; l’enorme afflusso della popolazione mondiale nelle aree urbane aumenterà il bisogno di cibo fresco e sicuro.  La “CFSC” (Community Food Security Coalition) definisce la sicurezza alimentare come: tutte le persone in una comunità che hanno accesso a cibo fresco e adeguato proveniente da fonti locali.  Vi sono aree in forte crisi per quanto riguarda la sicurezza alimentare, esse hanno scelte ben limitate, spesso si affidano a fast food o a fonti alimentari da discount ricche di calorie e povere di nutrienti. Questo nel lungo periodo può portare a tassi elevati di malattie legate alla dieta come il diabete.

## Benefici
Gli studi suggeriscono che, in generale, la diffusione dell’agricoltura urbana porti a un maggior consumo di cibi sani come frutta e verdura di stagione, comportamento legato alla riduzione del rischio di malattie cardiovascolari e cancro, oltre che a un aumento dell’attività fisica.
I prodotti dell’agricoltura urbana sono percepiti come più gustosi, i consumi di frutta e verdura sono in media 1,4 volte maggiori, e aumenta di 3,5 volte la probabilità di assumere le 5 porzioni quotidiane raccomandate. L’aumentata assunzione di micronutrienti tramite vegetali freschi impatta direttamente la qualità della dieta, mentre il risparmio (grazie anche alla riduzione dei costi di trasporto e della manodopera) permette in maniera indiretta l’acquisto di prodotti di più alta qualità.
La crisi pandemica del 2020 ha contribuito a mettere in luce la fragilità delle grandi città e la difficoltà a reagire a eventi inaspettati: l’agricoltura urbana ha dimostrato resilienza autarchica alle difficoltà delle catene di distribuzione alimentare. Lo sviluppo di questo trend si inserisce inoltre perfettamente all’interno delle abitudini della vita moderna, sopperendo alle carenze urbane con i suoi molteplici benefici.
Il modello dell’agricoltura urbana si dimostra di per sé scalabile, oltre che sostenibile: lo sviluppo prevalentemente verticale permette una produzione per metro quadro superiore all’agricoltura tradizionale. Inoltre alcune analisi sembrano dimostrare la riduzione di emissioni di gas.
L’aspetto economico non è trascurabile, in quanto gli studi dimostrano la diretta correlazione tra la qualità della dieta e le fasce di reddito della popolazione. Inoltre la diffusione di una cultura alimentare sana porta con sé enormi conseguenze sul lato sanitario.
Alcuni studi suggeriscono l'efficacia dell'agricoltura urbana come strumento efficace per il contrasto al cambiamento climatico. La produzione a km zero permetterebbe di ridurre drasticamente le emissioni di CO2 e altri inquinanti, migliorando la qualità dell’aria, dell’acqua e del suolo.

## Rischi e svantaggi
La contaminazione del suolo coltivato è tra le principali preoccupazioni per quanto riguarda la qualità del prodotto alimentare e degli effetti sull’uomo, anche se l’assorbimento (in particolare del piombo) da parte delle piante sembra essere limitato.
Si teme l’utilizzo eccessivo di pesticidi e fertilizzanti, in particolare di cui non si conoscono effetti a lungo termine, oltre alle possibili mutazioni subite dai parassiti e dalle piante stesse in risposta all’ecosistema urbano.
Le statistiche mostrano che il 40% dei progetti di agricoltura urbana viene abbandonato entro i primi 5 anni dalla creazione, principalmente a causa di mancanza di fondi o coinvolgimento comunitario.
Finché il settore rimarrà informale, la supervisione tecnica continuerà ad essere scarsa; la catena di distribuzione non è ancora ben organizzata e i membri non sono professionisti. Altre possibili limitazioni sono la crescente competizione per l’utilizzo di terreni e delle risorse idriche, oltre all’utilizzo indiscriminato di acqua chimicamente trattata per l’irrigazione. La sostenibilità a lungo termine dell’agricoltura urbana dipende fondamentalmente dalla sua futura integrazione nel processo di gestione delle risorse e della conservazione ambientale.